# Fongueusemare
Fongueusemare település Franciaországban, Seine-Maritime megyében. Lakosainak száma 176 fő (2022. január 1.). Fongueusemare Cuverville, Écrainville, Gerville, Les Loges, Maniquerville és Sausseuzemare-en-Caux községekkel határos.

## Népesség
A település népességének változása:
| Lakosok száma | 188  | 190  | 191  | 189  | 187  | 185  | 182  | 179  | 176  |
|               | 2013 | 2015 | 2016 | 2017 | 2018 | 2019 | 2020 | 2021 | 2022 |